# 1614
1614 (MDCXIV) var ett normalår som började en onsdag i den gregorianska kalendern och ett normalår som började en lördag i den julianska kalendern.

## Händelser

### Januari
- 20 januari – Sverige sluter ett tvåårigt stillestånd med Polen.

### Februari
- 10 februari – Vid en riksdag i Örebro beslutas om en ny svensk rättegångsordning, föregångaren till Svea hovrätt. Den är tänkt som högsta domstol, men får snarast karaktär av regional överrätt.

### April
- 5 april – Sverige sluter ett försvarsförbund med Nederländerna i Haag (dokumentet skickas till Sverige för att ratificeras av kungen och återkommer ratificerat till Haag den 14 december). Efter detta inrättas i Nederländerna Sveriges första fasta ambassad.
- 20 april – Åbo slott drabbas av en svår brand, mitt under ett besök av Gustav II Adolf.

### Maj
- 22 maj – Kristianstad får stadsprivilegier.[1]

### Juni
- Juni – Svenskarna lyckas inta en skans vid floden Volchovs inflöde i Ladoga. En rysk flotta på 30 lodjor erövras också.

### Juli
- 14 juli – Svenskarna besegrar ryssarna i slaget vid Bronnicy.

### September
- 10 september – Den ryska fästningen Gdov har lyckats stå emot två stormningsförsök av svenskarna, men inför det tredje försöket kapitulerar staden, för att slippa den plundring, som skulle bli följden av en lyckad stormning, och faller alltså i svenskarnas händer.

### Okänt datum
- Kriget mot Ryssland fortsätts under Gustav II Adolfs ledning. Han anländer till Finland efter omfattande rustningar för en avgörande strid mot ryssarna.
- De finska städerna delas upp i stapelstäder och uppstäder. Enbart stapelstäderna (Helsingfors, Åbo och Viborg) får bedriva utrikeshandel. Kronan försöker på detta sätt koncentrera flödet av varor, för att få största möjliga tullinkomster.

## Födda
- 7 september – Gustaf Otto Stenbock, svensk greve, riksråd, militär och ämbetsman, riksamiral 1664–1676.
- 4 november – Alexander Karol Vasa, son till Sigismund och Konstantia av Steiermark.
- Margaret Fell, engelsk kväkare och religiös ledargestalt.

## Avlidna
- 7 april – El Greco, grekisk konstnär.
- 14 juli – Camillo de Lellis, italiensk romersk-katolsk präst och ordensstiftare; helgon.
- 11 augusti – Lavinia Fontana, italiensk målare.

### Fotnoter
1. ↑  ”Kristianstadsbladet 22 maj 2002 - Prisutdelning (läst 3 april 2011)”. Arkiverad från originalet den 9 september 2011. https://web.archive.org/web/20110909073401/http://www.kristianstadsbladet.se/kristianstad/article806005/Prisutdelning.html. Läst 3 april 2011.